# Grb Hong Konga
Grb Hong Konga je u upotrebi od 1. lipnja 1997. nakon predaje vlasti Kini od Ujedinjenog Kraljevstva. Sastoji se od stiliziranog, bijelog, petokrakog cvijeta Bauhinia blakeana na crvenoj pozadini. Oko grba je ispisan naziv Hong Kong na engleskom i kineskom jeziku.

## Unutarnje poveznice
- Zastava Hong Konga